# Daniela Morariu
Daniela Morariu (Vršac, 1967) savremena je likovna umetnica i pedagog u oblasti slikarstva, grafike, crteža i kolaža. Članica je ULUV-a, ULUS-a i ULUPUDS-a.
Pored umetničkog rada, bavi se i likovnom pedagogijom u Ateljeu Morariu.

## Biografija
Rođena je 11. jula 1967. godine u Vršcu, gde radi i živi kao samostalni umetnik. Diplomirala je na Akademiji likovne umetnosti, na odseku grafike 1991. godine u Novom Sadu u klasi prof. Slobodana Kneževića.
Učestvovala je na oko 250 grupnih izložbi, umetničkih događanja u zemlji i inostranstvu. Izlagala je u Srbiji, Rumuniji, Belgiji, Kanadi, BiH, Poljskoj, Italiji, Crnoj Gori, Sloveniji, Hrvatskoj, Turskoj, Mađarskoj, Francuskoj, Bugarskoj, Makedoniji.
U oblastima svog likovnog izražavanja pored tradicionalnih materijala  često koristi i neslikarske materijale kao što su pesak, salvete, delovi geografskih karata...
Njeni radovi nalaze se u brojnim kolekcijama u Srbiji i svetu.

## Samostalne izložbe
- 1993.

Vršac, Galerija KOV-a
- 1997.

Novi Sad, Galerija ULUV-a
Beograd, Galerija „Paleta”
- 1998.

Kragujevac, Narodni Muzej - Mali likovni salon
Sombor, Galerija KC „Laza Kostić”
Apatin, Galerija „Meander”
- 1999.

Beograd, Galerija Kolarčevog Narodnog Univerziteta
- 2000.

Rešica (Rumunija), Galerija „Aurora”
- 2003.

Novi Sad, Galerija ULUV-a
Bečej, Galerija Krug
- 2008.

Ruma, Zavičajni muzej Ruma
- 2009.

Sombor, KC „Laza Kostić”
- 2012.

Beograd, Galerija Američke ambasade
Beograd, Blok galerija (kooautor)
- 2013.

Novi Sad, KC Novog Sada, klub Tribina mladih
- 2014.

Brisel (Belgija), Galerija Arthis
- 2016.

Novi Beograd, SKC galerija 
Beograd, Galerija Ilije M. Kolarca
- 2018.

Novi Sad, Galerija Kulturnog centra
- 2023.

Novi Sad, Kreativni distrikt, Atelje 61

## Grupne izložbe (izbor)
- 1988.

Beograd, Dom kulture Studentski grad, 4. bijenale jugoslovenske studentske grafike
- 1990.

Beograd, Dom kulture Studentski grad, 5. bijenale jugoslovenske studentske grafike
Beograd, Grafički kolektiv, Majska izložba grafike beogradskog kruga
Ivanjica, Dom kulture, 23. izložba učesnika I jugoslovenske kolonije mladih
- 1993.

Temišvar (Rumunija), Muzej Banata, Izložba slikara iz Jugoslavije
Topola, Karađorđev konak, Likovna akcija „Eko-art”
- 1994.

Vršac, Konkordija, I jugoslovenski bijenale mladih
Vršac, Konkordija, 6+1 slike, objekti, instalacije
- 1995.

Pančevo, Galerija Savremene umetnosti, Izložba likovne kolonije Delibatski pesak '95 (izložba je posetila: Novi Pazar, galerija „Sopoćanska viđenja” ; Niš, Galerija savremene likovne umetnosti; Leskovac, Galerija Doma kulture; Novi Sad, Velika galerija kulturnog centra; Opovo, Galerija „Jovan Popović”; Priština)
- 1996.

Beograd, Grafički kolektiv, Grafika malog formata
Vršac, Narodni muzej, Izložba članova udruženja
Pančevo, Galerija savremene umetnosti, 26. oktobarski salon
Kovin, Galerija centra za kulturu, 14. oktobarski salon
Beograd, Muzej „25 maj”, 37. oktobarski salon
Gornji Milanovac, Muzej rudničko-takovskog kraja, 4. međunarodni bijenale umetnosti mladih
Sremski Karlovci, Palata Stefaneum, 3. salon mladih
Sremska Mitrovica, Galerija „L. Vozarević”, 21. salon
Novi Sad, Galerija moderne, Prolećni salon
Novi Sad, galerija ULUV-a, Izložba novih članova
- 1997.

Beograd, Galerija „Singidunum”, 4. beogradska mini-art scena
Toronto (Canada), Del bello gallery, The 12-th annual international exhibition &sale of miniture art
Beograd, UP „Cvijeta Zuzorić ”, Bijenale crteža i male plastike
Vršac, Narodni muzej, Vršački likovni krug
Pančevo, Galerija savremene umetnosti, 27. oktobarski salon
Kovin, Galerija centra za kulturu, 14. oktobarski salon
Sremski Karlovci, Palata Stefaneum, 4. salon mladih
Beograd, UP „Cvijeta Zuzorić”, Jesenja izložba ULUS-a 97
Vrbas, Galerija doma kulture, YU paleta mladih 97
Kragujevac, Galerija biblioteke „Vuk Karadžić”, 23. prolećna izložba
Novi Sad, Galerija ULUV-a, Vršački likovni krug
Beogad, Galerija ULUS-a, Novi članovi ULUS-a
- 1998.

Gornji Milanovac, Moderna galerija, 5. međunarodni bijenale umetnosti minijature
Pančevo, Narodni muzej, Oktobarski salon
Gadžin Han, Dom kulture, Izložba učesnika kolonije Zaplanje '97
Sremska Mitrovica, Galerija „L. Vozarević”, 22. salon
Priboj, Galerija „Spirala”, Kolaž '98
Beograd, Muzej „25 maj”, Godišnja izložba samostalnih likovnih umetnika
Novi Sad, Galerija novosadskog otvorenog univerziteta, 47. godišnja izložba SULUV-a
 (Poljska), 2. internacional biennal
Bečej, Gradski muzej, Izložba kolonije Bečej '96
Beograd, Pedagoški muzej, Eko-izložba
Beograd, UP „Cvijeta Zuzorić”, Prolećna izložba
- 1999.

Beograd, UP „Cvijeta Zuzorić”, Prolećna izložba
Piza (Italija), 
Vršac, Galerija „Šampion”, Kolaž
Požarevac, Narodni muzej
Šabac, Dom kulture „Vera Blagojević”, Mali format
Vršac, Konkordija. 30. god. kluba Paja Jovanović
Novi Sad, Zlatno oko, Projekti
- 2000.

Piza (Italija), 
Kragujevac, Galerija biblioteke „Vuk Karadžić”, 25. Prolećna izložba
Šabac, Dom kulture „Vera Blagojević”, 2000 godina Hrišćanstva
Beograd, UP „Cvijeta Zuzorić”, Prolećna izložba
Smederevo, Dom kulture „Smederevo”, 2. bijenale likovnih i primenjenih umetnika
Novi Sad, Galerija „Vojvodina”, 49. godišnja izložba SULUV-a
Piza (Italija), 2a mostra-premio artisti semifinalisti
Gornji Milanovac, Kulturni centar, 6. međunarodni bijenale umetničke minijature
 2000 (Poljska), III miėdzynarodowe biennale
Nemačka, International art and peace project "Pax Danubiana"
Žiča, humanitarna izložba
Beograd, UP „Cvijeta Zuzorić”, Jesenja izložba
- 2001

Beograd, Kuća Đ.Jakšića, Kolaž
Vršac, Galerija Konkordija, Devedesete vršačka likovna scena
Sarajevo, Galerija Besarin, Projekat Inge
Beograd, UP „C. Zuzorić”, V bijenale crteža i male plastike
- 2002.

Novi Sad, Muzej savremene likovne umetnosti, 51. izložba
Subotica, Salon likovnog susreta, Segment savremene umetnosti manjina
Smederevo, Centar za kulturu, III bijenale
2003.
Podgorica, Imanje Knjaz, Međunarodna izložba minijature
Gornji Milanovac, Moderna galerija, Bijenale minijature
- 2004.

Beograd, UP „C. Zuzorić”, Prolećna izložba
Novi Sad, Muzej Vojvodine, Godišnja izložba
Smederevo, Dom kulture, 4. bijenale umetnosti
Ptuj (Slovenija), Miheličeva galerija, Prozor, Connections 04
Šabac, Kulturni centar,  izložba malog formata
Šabac, Narodni muzej, 48. oktobarski salon
Beograd, Grafički kolektiv, Mala gafika
- 2005.

Beograd, UP „C. Zuzorić”, Prolećna izložba
Gornji Milanovac, Moderna galerija, 8. bijenale minijature
Beograd, UP „C. Zuzorić”, Jesenja izložba
- 2006.

Šabac, Kulturni centar,  izložba malog formata
- 2007.

Pančevo, Istorijski arhiv, I bijenale crteža
Beograd, Galerija Progres, 44. Zlatno pero
- 2008.

Šabac- Kulturni centar, 15. izložba crteža
Novi Sad, Poklon zbirka R. Mamuzić, 57. izložba članova SULUV-a
- 2009.

Majdanpek, Centar za kulturu, VII izložba žene slikari
Šabac, Kulturni centar,  izložba crteža
Beograd, UP „C. Zuzorić”, 45. Zlatno pero
- 2010.

Šabac, Kulturni centar,  izložba crteža
Šabac, Kulturni centar,  izložba malog formata
Beograd, UP „C. Zuzoruć”, Međunarodno trijenale proširenih medija
Beograd, Galerija Singidunum, Mini art scena
Široki breg (Hrvatska), Vrt ateliera Vučković, Privatno i javno
- 2011.

Zaprešić (Hrvatska), Vrtilnica Novi dvori, 14. međunarodna izložba minijature
Šabac, Narodni muzej, 55. oktobarski salon
Niš, Galerija Srbija, Niški crtez (Reminiscencija)
- 2012.

Novi Sad, Galerija R. Mamuzića, Izložba fotografija (noć muzeja)
Šabac, Kulturni centar, 19. izložba crteža
Šabac, Narodni muzej, 56. oktobarski salon
Beograd, Galerija Bogić, Široka staza 012
- 2013.

Šabac, Galerija Kulturnog centra Šabac, XX jubilarna izložba crteža
Novi Bečej, Temerin, Vršac, Retrospektivna izložba likovne kolonije Tiska akademija akvarela
Beograd, Galerija SULUJ, Novoprimljeni članovi ULUPUDS-a
Šabac, KC Šabac,  tradicionalna izložba malog formata
Novi Sad, Mali likovni salon, Izložba malog formata
Beograd, Kolarčeva zadužbina, Novogodišnja izložba
Beograd, Mala galerija ULUPUDS, Izložba čestitki
Beograd, Galerija ULUS-a, Novogodišnja izložba
- 2014.

Beograd, UP „C. Zuzorić”, Prolećna izložba
Gornji Milanovac, galerija KC, 12.međunarodno bijenale minijature
Šabac, KC Šabac,  tradicionalna izložba crteža
Beograd, Galerija Singidunum, Ocean
Šabac, KC Šabac,  XXIII tradicionalna izložba malog formata
Novi Sad, Galerija R. Mamuzić, Godišnja izložba SULUV-a
Zrenjanin, KC Zrenjanin, Izložba 30x30
Šabac, Narodni muzej, 58. oktobarski salon
- 2015.

Beograd, UP „C. Zuzorić”, Prolećna izložba
Novi Beograd, Galerija SKC, IV bijenale akvarela
Beograd, Grafički kolektiv, Majska grafika
Bukurešt (Rumunija), Izložba BOOK ART
Šabac, Galerija KC,  Izložba crteža
Šabac, Galerija KC,  Izložba malog formata
Beograd, Galerija Grafički kolektiv, izložba male grafike
Beograd, UP „C. Zuzorić”, II beogradsko trijenale crteža i plastike
Niš,  Niški crtež
- 2016.

Tekirdag (Turska), , , 
Balaton (Mađarska),  – 
Temišvar (Rumunija), Faculty of the Arts and Design, BIAMT
Šabac, Galerija KC, 23. izložba crterža
Temerin, Galerija KC, Izložba slika likovne kolonije Jeglička 2015.
Gornji Milanovac, Galerija KC, 13. međunarodni bijenale minijature
Šabac, Narodni muzej, 60. Oktobarski salon
Beograd, Grafički kolektiv, Mala grafika 2016.
Beograd, Zadužbina Ilije M. Kolarca, Novogodišnja izložba
Francuska, , ,
Novi Sad, Muzej Vojvodine, V bijenale crteža Srbije (Pančevo)
- 2017.

Šabac, Kulturni centar, 26. Izložba crteža
Beograd, Kolarac, Godišnja izložba
Šabac, Narodni muzej, 61. oktobarski salon
Pančevo, Arhiv Pančeva, VI bijenale crteža Srbije
Zemun, UG Stara kapetanija, Zemunski salon
Beograd, UP „Cvijeta Zuzorić”, Jesenja izložba
Beograd, Grafički kolektiv, Mala grafika
Beograd, Galerija Progres, Zlatno pero
Zemun, Umetnička galerija Stara kapetanija, Zemunski salon
- 2018.

Mađarska, Vonyarcvashegy, Muvelodesi has es konyutar – vova-mini art
Kotor (Crna Gora), Gradska galerija Kotor, II festival Zasjaće palaci
Gornji Milanovac, Kulturni centar, 14. međunarodni bijenale umetnosti minijature
Kragujevac, Galerija KC, 1. Međunarodni bijenale umetnosti radova na papiru i od papira
Šabac, Narodni muzej, 62. oktobarski salon
Novi Sad, Projekat Čuvarkuća
Beograd, UP „Cvijeta Zuzorić”, Jesenja izložba
Beograd, Grafički kolektiv, Izložba male grafike
Novi Sad, DARUM, 4. međunarodno bijenale kolaža
- 2019.

Beograd, UP „Cvijeta Zuzorić”, Prolećna izložba
Beograd, Grafički kolektiv, Majska izložba grafika Beogradskog kruga
Beograd, Izložbeni salon na Andrićevom vencu, 51. Majska izložba
Šabac, Galerija Kulturnog centra, XXVIII izložba malog formata
Petrovac na Mlavi, Zavičajni muzej, Izložba III likovne kolonije
Vršac, Gradski muzej, Konkordija, Izložba međunarodne kolonije Agapi art
Velika Plana(galerija Masuka), Despotovac (KC Sv. Stefan Despot), Paraćin (KC), Arilje (Gradska galerija), Ivanjica (Dom kulture), Stara Pazova (galerija Mira Brtka), Kruševac (KC), Aleksinac (Centar za kulturu), Beograd ( galerija Singidunum), ULUPUDS – izložba Mali format 2019.
Beograd, Mala galerija ULUPUDS-a, Minijatura 4
Jaši (Rumunija), , 
Impotešti (Rumunija), , 
Novi Beograd, Galerija SKC Novi Beograd, Izložba akvarela (izložba posetila Despotovac, Galerija CK; Banja Luka, JU Banski dvori; Prijedor, Muzej Kozare)
Beograd, UP „Cvijeta Zuzorić”, Jesenja izložba
Zrenjanin, Kulturni centar, Izložba 30x30
- 2020.

Gornji Milanovac, KC, 15. Međunarodni bijenale umetnosti minijature
Novi Bečej, Dom kulture, XXV Tiska akademija akvarela 1916-2020
Temišvar (Rumunija), , 
Beograd, Bioskop Balkan, Majska izložba ULUPUDS-a
Kragujevac, Galerija Mostovi Balkana, ARTIJA
Beograd, Grafički kolektiv, Mala grafika
Sofija (Bugarska), , 
- 2021.

Botošani (Rumunija), , 
Jaši (Rumunija), , 
Jaši (Rumunija), , 
Bitola (Makedonija), 10. international triennial of graphic art-sa Dominikom
Jaši (Rumunija), , 
Beograd, Konak Knjeginje Ljubice, 51. Zlatno pero Beograda
- 2022.

Beograd, Galerija ULUS-a, Format grafika 2022
Brasile (Italija) –
Beograd, Bioskop Balkan, 54. majska izložba ULUPUDS-a
Šabac, Narodni muzej, 65. oktobarski salon
Latia (Italija), Liceo scientifico statale g.b. Grassi gli artisti – Izložba grupe Mediteran
Beograd, Galerija Singidunum, 16. aksesoar
Temišvar (Rumunija), on line exibition, The international Biennial of miniature Arts Timisoara BIAMT 2022
Kragujevac, Mostovi Balkana, Radovi na papiru i od papira ARTiJA
Beograd, Zadužbina Ilije M. Kolarca, Novogodišnja izložba
Beograd, Grafički kolektiv, Mala grafika
- 2023.

Latina, (Italija), Liceo scientifico statale G.B. Grassi – Međunarodna izložba Non e facile capire cosa viene dal mare
Beograd, Muzej primenjene umetnosti, 55. majska izložba ULUPUDS-a
Šabac, Kulturni centar, 30. jubilarna izložba crteža
Bitola, Kulturen i informativen centar Oficerski – Umetnici jugoistočne Evrope
Gabrovo, (Bugarska), , 
Šabac, Narodni muzej, 66. oktobarski salon
Čačak, Kulturni centar, 30. godina rada simpozijuma Umetnost i papir
Čačak, Kulturni centar, Bijenale otvorena vrata Balkana
Novi Sad, Kreativni distrikt, Novembarski likovni salon samostalnih
Bitola (Makedonija), Oficirski dom, 1. internacional biennial of miniatre art
Atina (Grčka), Gallery Bar shop, international exhibition 75 artist, 10 contries
- 2024.

Gornji Milanovac, KC Mija Aleksić, 17. međunarodni bijenale minijature
Beograd, UP „Cvijeta Zuzorić”, 90. Prolećna izložba
Temišvar (Rumunija), , 
Beograd, Singidunum ULUPUDS, 18. Aksesoar
Šabac, Galerija KC, 31. izložba crteža
Šabac, Galerija KC, 33. izložba malog formata
Šabac, Narodni muzej, 67. oktobarski salon
Leskovac, Kulturni centar, 62. oktobarski salon
Tivat (Crna Gora), Muzej Tivat, Tivatski likovni salon
Čačak, Kulturni centar, Izložba radova sa likovne kolonije „Čačak 2024”

## Likovne kolonije
- 1990. 23. Jugoslovenska kolonija mladih Ivanjica
- 1995. Likovna kolonija Delibatski pesak
- 1996. Umetnička kolonija Bečej
- 1996. Južno-banatska kolonija Smederevo
- 1997. Likovna kolonija Divčibare
- 1997. Radionica Galerije savremene umetnosti Pančevo
- 1997.  likovna kolonija žena Gadžin Han
- 1997. Likovna kolonija „Spomenak” Pančevo
- 1997. Zimska kolonija Delibatski pesak
- 1998. Likovna kolonija „Čanj '98” Čanj
- 2012. Tiska akademija akvarela Novi Bečej
- 2015. Jezero Jeglička Temerin
- 2017. Međunarodni likovni kamp Čardak, Deliblatska peščara
- 2017. Međunarodni simpozijum Umetnost i papir Čačak
- 2018. Kuća Agapi - Međunarodni likovni simpozijum Vršac
- 2019. Kuća Agapi - Međunarodni likovni simpozijum Vršac
- 2019. Likovna kolonija Petrovac na Mlavi
- 2023. Likovna kolonija De Niro Bitola (Capari), Makedonija
- 2024. Likovna kolonija „Čačak 2024”, Ovčar Banja[8]

## Nagrade i priznanja za umetnički rad
- 1999. Piza (Italija), 1a biennale internazionale di mini grafica & pitura  -  pohvala
- 2000. Piza (Italia), 2a mostra mondiale di mini grafika & pitura – polufinalna nagrada
- 2009. Šabac, Kulturni centar, 16. izložba crteža, I nagrada
- 2010. Šabac, KC Šabac, Tradicionalna XIX izložba malog formata, I nagrada
- 2016. Tekirdag (Turska), Kemal university faculty of fine art design and arhitecture - 1st international mail art biennal, specijalna nagrada
- 2016. Balaton (Mađarska), Balaton szalon, posebna pohvala
- 2018. Šabac, Narodni muzej, 62. Oktobarski salon – I nagrada
- 2019. Novi sad, Darum- 4 bijenale kolaža, specijalna nagrada
- 2019. Beograd, Andrićev venac, Majska izložba ULUPUDS-a, pohvala
- 2019. Beograd, Mala galerija ULUPUDS-a, Minijatura 4, Nagrada za minijaturu
- 2019. Ipoesti (Rumunija), Centrul national de studii Mihai Eminescu, diploma
- 2021. Bitola (Makedonija), 10th international triennial of graphic art, special award for the development of world contemporary graphic art, specijalna nagrada (sa Dominikom Morariu)
- 2021. Jaši (Rumunija), Galeria de Arta Nicolae Tonitza, Salonul international al profesorilor de arte vizuale, Premiu juriului, nagrada žirija[9]
- 2023. Beograd, Muzej primenjene umetnosti, 55. majska izložba, nagrada Plaketa
- 2023. Bitola, Makedonija, 1. international biennial of miniature art, specijalna nagrada
- 2024. Šabac, Kulturni centar, 33. Izložba malog formata, pohvala
- 2024. Šabac, Narodni muzej, 67. oktobarski salon, nagrada za slikarstvo [7]

## Nagrade za pedagoški rad
- 2009, 2010, 2011. Vršac, Kulturni centar – Izložba „Za nagradu slikara Paje Jovanovića”, Priznanje pedagogu za kolekciju
- 2013. Beograd, DKC, III nagrada za kolekciju dečjih likovnih radova na konkursu za nagradu Bogomil Karlavaris za istaknute rezultate i poseban doprinos u oblasti likovnog vaspitanja i obrazovanja dece i omladine
- 2013. Beograd, Diploma za postignut uspeh na XV međunarodnom likovnom konkursu Radost Evrope 2013, II nagrada za kolekciju dečjih likovnih radova od 7—10 godina[10]
- 2015. Vršac, Konkordija, Dani Japana, specijalna nagrada za izuzetan doprinos
- 2017. Beograd, Prijatelji dece Novi Beograd i projekat Mudrost čula, Posebno priznanje likovnom pedagogu za poseban doprinos alternativnom obrazovanju dece i mladih u oblasti likovne pedagogije
- 2017. Novi Sad, Društvo likovnih pedagoga Vojvodine, izložba: Primeri dobre prakse, nagrada za mentore
- 2017. Beograd, Muzej primenjene umetnosti, 52. oktobarski salon, pohvala kolekcije
- 2023. Novi Sad, Centar za likovno vaspitanje dece i Zmajeve dečje igre, Nagrada za kolekciju radova
- 2024. Novi Sad, Centar za likovno vaspitanje dece i omladine, 70. godina rada – svečana diploma za dugogodišnju saradnju i neizbrisiv trag

## Galerija
- Zapis, pesak na platnu, 80x100cm, 2016.
- Bicikl 3, crtež, 42x30cm, 2016.
- Bicikl, akrilik na platnu, 50x50cm, 2018.
- Zastave, komb. tehnika na platnu, 30x30cm, 2018.
- Atlas zvezdanog neba, komb. tehnika na platnu 100x50cm, 2021.
- Magični Trenutak 1, komb. tehnika na platnu, 100x50cm, 2019.
- Magična , komb. tehnika na platnu, 100x50cm, 2021.
- Magični trenutak, komb. tehnika na platnu, 100x50cm, 2024.
- Magična kuća, komb. tehnika na platnu, 50x40cm, 2022.
- Avion 1, komb. tehnika na platnu, 20x20cm, 2023.
- Atlas, komb. tehnika na platnu, 50x40cm, 2023.
- Igre, kolaž, 42x30cm, 2024.

## Spoljašnje veze
- Zvanična prezentacija umetnice